# لانسلوت أندروز
لانسلوت آندروز (بالإنجليزية: Lancelot Andrewes)‏ رجل إكليروس وباحث إنكليزي صاحب مكانة عالية في كنيسة إنكلترا في عهدي إليزابيث الأولى وجيمس الأول. خلال حكم الأخير، خدم لانسلوت بنجاحٍ في منصب أسقف تشستر، إيلي، ووستمنستر. وأشرف على ترجمة النسخة الرسمية من الإنجيل. وُلد في 25 سبتمبر 1555 وتوفي في 1626. يُحتفل به في كنيسة إنكلترا يوم الخامس والعشرين من سبتمبر.

## روابط خارجية
- لانسلوت أندروز على موقع الموسوعة البريطانية (الإنجليزية)
- لانسلوت أندروز على موقع ميوزك برينز (الإنجليزية)